# Condate retrahens
Condate retrahens là một loài bướm đêm trong họ Erebidae.